# کف‌دهانان لوله‌دار
کف‌دهانان لوله‌دار (نام علمی: Machaerotidae) نام یک تیره از بالاخانواده کف‌دهانان است.